# Glotopolítica
La glotopolítica és la subdisciplina de la sociolingüística fundada pels sociolingüistes francesos Jean-Baptiste Marcellesi i Louis Guespin, que van encunyar el terme en 1986, en el seu article «Pour la Glottopolitique» amb la finalitat d'englobar tots els fets de llenguatge en els quals l'acció de la societat pren la forma d'allò polític. La raó que aquests autors van evocar per justificar aquesta elecció és que té l'avantatge de neutralitzar, sense haver d'expressar-se respecte d'ella, l'oposició entre llengua i parla. Per a aquests autors, el terme glotopolítica permet designar «les diverses formes en què una societat actua sobre el llenguatge, sigui o no conscient d'això: tant sobre la llengua, quan per exemple una societat legisla respecte dels estatuts recíprocs de la llengua oficial i les llengües minoritàries; com sobre la parla, quan reprimeix un ús o altre; o sobre el discurs, quan l'escola decideix convertir en objecte d'avaluació la producció d'un determinat tipus de text». En la seva acceptació va intervenir la necessitat de trobar una designació acadèmica que legitimés institucionalment aquest camp d'estudi i que li permetés presentar-se amb els atributs d'una disciplina, atès que el concepte de política lingüística tendeix a ser interpretat més aviat com el domini d'un saber aplicat que com un camp de coneixement teòric.